# Attilio Colombo
Attilio Colombo (Milano, 17 aprile 1887 – Milano, 21 agosto 1961) è stato un calciatore italiano.

## Carriera
Calciatore eclettico, pur di giocare accettò ogni ruolo tattico, e in tal modo si guadagnò la permanenza nel Milan per più di dieci stagioni, uno dei primi casi di così longeva fedeltà ad un'unica squadra, nonostante spesso non facesse parte dei titolari di prima scelta. Soprannominato el vitèl ("il vitello") per l'irruenza e la vigoria fisica con cui interpretava il ruolo di centrocampista, contribuì alla vittoria di due scudetti nel 1906 e nel 1907.
Rude ma tecnicamente ben dotato, fu in predicato per indossare la maglia, all'epoca bianca, della nascente Nazionale, ma non riuscì poi mai a concretizzare tale onore. Continuò quindi la sua carriera fra i rossoneri, fin quando non giunse la Grande Guerra ad interrompere il campionato italiano.
È tumulato in un colombaro del Cimitero Monumentale di Milano.

## Palmarès
- Campionato italiano: 2

Milan: 1906, 1907
- Coppa Chiasso: 1

Milan: 1908

### Altre Competizioni
- Torneo FGNI: 1

Milan: 1906